# Высшие гетероциклы
Высшие гетероциклы — органические циклические соединения, которые состоят из нескольких гетероциклов (обычно пиррольных). Наиболее известным высшим гетероциклом является порфин.

## Физические свойства
Высшие гетероциклы — окрашенные кристаллические вещества, обычно с высокой температурой плавления (например у фталоцианина меди температура сублимации равна ~ 500 °C). Они плохо растворяются в воде и большинстве органических растворителей.

## Методы синтеза
Высшие гетероциклы могут быть получены из низших гетероциклов (синтез порфина из пиррола) или специфическими методами (фталоцианины из динитрила фталевой кислоты).

## Химические свойства
Высшие гетероциклы в основном слабо химически активны (восстановление порфина до пиррола происходит в присутствии йодоводорода), но отличаются склонностью к образованию хелатных комплексов с переходными металлами.

## Биологическая роль
Порфиновая структура входит в состав таких биологически важных соединений как хлорофилл и гемоглобин.

## Наиболее известные представители
- Порфирины
- Коррин
- Хлорофилл
- Витамин В12 (Цианокобаламин)
- Тетразапорфин
- Фталоцианины